# Ekpe Udoh
Ekpedeme Friday Udoh, jednostavnije Ekpe Udoh (Edmond, Oklahoma, 20. svibnja 1987.) američki je profesionalni košarkaš. Igra na poziciji krilnog centra, a trenutačno je član momčadi Michigan Wolverines. Izabran je u 1. krugu (6. ukupno) NBA drafta 2010. od strane istoimene momčadi.

## NBA karijera
Izabran je kao 6. izbor NBA drafta 2010. od strane Golden State Warriorsa.

## Vanjske poveznice
- Profil na NBA Draft.net
- Profil na ESPN.com